# Una melodía navideña
Una melodía navideña, también conocida por su título provisional Muérdago y melodía, es una película estadounidense de Navidad para televisión de 2015, dirigida por Mariah Carey, quien coprotagoniza junto a Lacey Chabert. El rodaje tuvo lugar en Ohio durante octubre de 2015 y se estrenó en Hallmark Channel el 19 de diciembre de ese mismo año. Su debut atrajo a 3,95 millones de espectadores.

## Sinopsis
Kristin, madre viuda, acaba de regresar a su pueblo natal de Silver Falls, Ohio, con su hija Emily, tras la quiebra de su negocio de moda en Los Ángeles. El proceso ha sido difícil para ambas, sobre todo porque la mudanza enfrenta a Kristin con Melissa, su antigua rival del instituto y actual presidenta de la Asociación de Padres y Profesores (PTA) local. Sin embargo, las cosas cambian cuando Emily encuentra un mentor en su profesor de música Danny, antiguo compañero de clase de Kristin que se sentía secretamente atraído por ella.

## Elenco
- Mariah Carey como Melissa Atkinson
- Lacey Chabert como Kristin Parsons
- Brennan Elliott como Danny Collier
- Fina Strazza como Emily Parsons
- Kathy Najimy como Tía Sarah

Créditos adaptados de la web oficial de Hallmark Channel.

## Producción
En septiembre de 2015, la Comisión de Cine del Gran Cincinnati y el Norte de Kentucky anunció que Mariah Carey filmaría en Cincinnati para una próxima película, Muérdago y melodía. Carey fue confirmada como directora y una de las protagonistas del filme, mientras que Stella Bulochnikov, Jonathan Axelrod, Alan Ett, Eric Jarboe y Kevin Connor fueron nombrados productores ejecutivos. Más tarde, se confirmó la participación de Lacey Chabert y Brennan Elliott como actores, y la película fue rebautizada como Una melodía navideña. La actriz Fina Strazza se unió al elenco para interpretar a la hija de Chabert y cantar «Oh Santa!», pieza que Carey reescribió para la producción.
El rodaje comenzó el 6 de octubre de 2015 en los suburbios de Wyoming y Hyde Park, en el área de Cincinnati. Estaba previsto que concluyera el 16 de octubre, pero se prolongó hasta el 26 de ese mes.
El 17 de noviembre de 2015, Hallmark Channel lanzó un avance de Una melodía navideña. Entertainment Tonight bromeó sobre el tráiler, escribiendo: «Solo el tiempo dirá cuánta alegría navideña puede caber en una sola película, pero si este avance es un indicio, Una melodía navideña llevará los límites al máximo».

## Lanzamiento y recepción
Una melodía navideña se emitió por primera vez en Hallmark Channel el 19 de diciembre de 2015, como parte de la programación navideña anual «Countdown to Christmas». Su estreno atrajo a 3,95 millones de espectadores, más que cualquier otro programa de ese día.
VH1 publicó una crítica mixta sobre la película, afirmando: «Claro, el filme tiene un final abrupto y empalagoso, pero eso no hace que el viaje hasta él sea menos divertido de ver. En términos de indirectas de Mariah Carey, Una melodía navideña es digna del Óscar. Es justo ese desastre tan malo que resulta bueno, ideal para animar tu coma de It's a Wonderful Life».
The New York Times también tuvo una opinión dividida, escribiendo: «Al contar la historia de Kristen (Lacey Chabert), una madre soltera viuda cuya boutique de moda en Los Ángeles fracasa, la película es tan insípida como todo lo demás en la programación navideña de Hallmark, que incluye títulos como I'm Not Ready for Christmas, Merry Matrimony y 'Tis the Season for Love. Pero la participación de la Sra. Carey hace que la mediocridad genérica de Una melodía navideña sea un poco mejor que la de sus competidoras. Se presenta a sí misma como una mujer que parece haber llegado al entretenimiento familiar desde Venus».
NPR elogió la cinta, describiéndola como «una adición deliciosamente extravagante al firmamento de la locura navideña».